# Чемпіонат Болгарії з футболу 1948
Республіканський чемпіонат Болгарії 1948 — 24-й сезон найвищого рівня футбольних змагань Болгарії. Титул чемпіона вперше здобув Септемврі при ЦДВ.

## 1/8 фіналу
| Команда 1                      | Заг. | Команда 2                | 1-й матч | 2-й матч |
| ------------------------------ | ---- | ------------------------ | -------- | -------- |
| Левські (Софія)                | 2:0  | Любислав (Бургас)        | 2:0      | 0:0      |
| Априлов (Габрово)              | 1:4  | Септемврі при ЦДВ        | 0:2      | 1:2      |
| Христо Михайлов (Михайловград) | 6:13 | Марек (Дупниця)          | 3:4      | 3:9      |
| Бенковські (Видин)             | 4:0  | Локомотив (Русе)         | 2:0      | 2:0      |
| Спартак (Софія)                | 3:0  | Ілінден (Петрич)         | 2:0      | 1:0      |
| ТПВ (Варна)                    | 2:0  | Локомотив (Стара Загора) | 2:0      | 0:0      |
| Спартак (Плевен)               | 1:4  | Славія (Пловдив)         | 1:1      | 0:3      |
| Ботев (Пловдив)                | 2:4  | Спартак (Варна)          | 2:3      | 0:1      |

## 1/4 фіналу
| Команда 1          | Заг. | Команда 2                  | 1-й матч | 2-й матч |
| ------------------ | ---- | -------------------------- | -------- | -------- |
| Левські (Софія)    | 7:3  | Славія-Ченгелов (Пловдив)* | 4:0      | 3:3      |
| Бенковські (Видин) | 1:6  | Септемврі при ЦДВ          | 0:4      | 1:2      |
| Марек (Дупниця)    | 2:0  | Спартак (Софія)            | 2:0      | 0:0      |
| ТПВ (Варна)        | 2:6  | Спартак (Варна)            | 2:2      | 0:4      |

* - у період між матчами 1/8 та 1/4 фіналу клуб Славія (Пловдив) об'єднався із Петар Ченгелов (Пловдив) та змінив назву на Славія-Ченгелов.

## 1/2 фіналу
| Команда 1       | Заг. | Команда 2         | 1-й матч | 2-й матч |
| --------------- | ---- | ----------------- | -------- | -------- |
| Левські (Софія) | 6:3  | Марек (Дупниця)   | 3:1      | 3:2      |
| Спартак (Варна) | 2:6  | Септемврі при ЦДВ | 1:2      | 1:4      |

## Фінал
| Команда 1         | Заг. | Команда 2       | 1-й матч | 2-й матч |
| ----------------- | ---- | --------------- | -------- | -------- |
| 5/9 вересня 1948  |      |                 |          |          |
| Септемврі при ЦДВ | 4:3  | Левські (Софія) | 1:2      | 3:1      |